# میمون سنجابی سیاه
میمون سنجابی سیاه (نام علمی: Saimiri vanzolinii) نام یک گونه از سرده خزمیمون است.